# Judith Barsi
 (octobre 2024).
Pour les articles homonymes, voir Barsi.
 (avril 2020).
Judith Barsi est une actrice américaine d'origine hongroise, née le 6 juin 1978 à San Fernando Valley (Los Angeles) et morte assassinée par son père le 25 juillet 1988 à Canoga Park (Californie).

## Biographie
Née Judith Eva Barsi le mardi 6 juin 1978 à San Fernando Valley, en Californie, elle se fait emmener par sa mère Maria à un maximum de castings dès l'âge de 2 ans, puis se fait repérer alors qu'elle joue sur une patinoire de Los Angeles à l'âge de 5 ans, alors qu'elle en paraît 3. Démarrant une carrière de jeune actrice dans beaucoup de publicités (tout au long de sa carrière, elle tournera 72 spots de pubs télés pour McDonald's, Mattel, Lays, ou la marque de soupes à la tomate Campbell’s...), puis dans plusieurs téléfilms des années 1980, Judith se fit remarquer dans Les Dents de la mer 4 sorti en 1987. Elle a joué aussi dans un épisode de la série Cagney et Lacey.

### Carrière et mort
Son père, Jozsef Barsi (1932-1988), plombier au chômage et alcoolique, devenait de plus en plus jaloux et abusif envers Judith. À plusieurs reprises, il devint agressif avec des couteaux de cuisine qu'il mettait directement au cou de sa fille. Ainsi, lorsqu'il apprit, en février 1987, que Judith et sa mère devaient partir aux Caraïbes sur le tournage du film Les Dents de la mer 4, il fit pression sur elles en les menaçant de représailles et de mort, les avertissant qu'il les retrouverait et leur trancherait la gorge si elles ne revenaient pas tout de suite après le tournage.
Jozsef, immigré hongrois, avait déjà eu 2 enfants (Agi & Barna) d'un précédent mariage, s'étant soldé par un divorce ; à cause de l'aggravation de ses problèmes d'alcool menant à la naissance progressive de ses colères incontrôlables et de ses violences physiques (il était allé jusqu'à jeter une casserole en fonte au visage de sa femme).
Sa mère, Maria, la laissait rarement seule avec Jozsef, très dangereux à la fois physiquement et mentalement. Quand elle était seule à la maison avec son père, Judith essayait de passer son temps à l'extérieur à faire du vélo avec ses amis ou à jouer avec ses poupées. Dans ses derniers mois, l'abus de Jozsef commençait à se faire ressentir : Judith s'arrachait les cils dans des accès de stress terribles. Elle prit également beaucoup de poids et commença même à maltraiter ses animaux de compagnie (arrachant, par exemple, les moustaches de ses chats). Un jour de mai 1988, Judith craqua et s'effondra en pleurs dans le bureau de son agent lors d'une répétition de chant sur le titre Soon you'll come home en vue d'obtenir le rôle vocal d'Anne-Marie dans Charlie, mon héros, mais malgré plusieurs signalements à la police, Maria retirait systématiquement les plaintes qu'elle déposait contre Jozsef.
Le lundi 25 juillet 1988, afin d'éviter de se retrouver encore au milieu d'une nouvelle dispute entre ses parents, Judith passe la journée à faire le tour du lotissement à vélo avec ses amis. Plus tard, en pleine nuit, alors que Judith et Maria dorment, Jozsef descend errer dans le garage et y trouve des valises et bagages bouclés. Comprenant que sa fille et sa femme vont partir pour de bon, il se faufile dans la chambre de Judith, dix ans, et lui tire dans la tête avec une arme de poing qu'il avait préalablement cachée déjà chargée dans les toilettes. Maria entend le coup de feu et est également tuée à bout portant dans le couloir.
Le lendemain 26 juillet, il passe la journée dans la maison et ment au téléphone à l'agent de Judith qui s'inquiète de ne plus avoir revu l'actrice et doubleuse depuis quelques jours, celle-ci venant de manquer un rendez-vous important avec des directeurs de casting d'Hanna Barbera : il lui fait croire que Judith et sa mère sont parties et qu'elles lui manquent.
Le 27 juillet, à environ 8h30 du matin, l'assassin aspergea d'essence les cadavres de sa fille et de sa femme, et mit le feu à la maison. Il se rendit ensuite dans le garage et se tira une balle dans la tempe.
Judith et Maria ont été enterrées dans l'anonymat, le mardi 9 août 1988 au Forest Lawn Memorial Park d'Hollywood Hills. Hormis les 75 enfants présents lors de la cérémonie (des amis, camarades de classes, et voisins de Judith, ainsi que des enfants acteurs avec qui elle avait tourné), les seules célébrités sur place étaient Tracey Gold et ses deux sœurs Missy et Brandy. L'une des sœurs de Tracey a lu, comme éloge funèbre, le poème A Child Of Mine d'Edgar Albert Guest. Seize ans après sa mort, le lundi 23 août 2004, la pierre tombale de Judith fut rachetée par des fans et gravée du nom de la défunte, accompagné de l'expression « Yep yep yep !  » qu'elle avait elle-même eu l'idée d'utiliser lors du doublage du personnage de Becky dans le dessin animé Le Petit Dinosaure et la Vallée des merveilles, sorti quelques mois après sa mort, et dont elle avait affirmé, après la séance de doublage, que c'était son rôle préféré, souhaitant dès lors rajouter une corde à son arc en devenant, plus tard, doubleuse de dessins animés. La mère Maria, sa grand-mère a également obtenu son nom sur une stèle le vendredi 28 janvier 2005[réf. nécessaire]. La chanson Love Survives (L'amour survit), générique de fin du dessin animé All Dogs Go To Heaven (Charlie, sorti un an après son décès), interprétée par Irene Cara et Freddie Jackson, est dédiée à sa mémoire. Dans la version originale du film, c'est l'actrice Lana Beeson qui chante la chanson d'Anne-Marie Soon you'll come home car Judith n'a jamais réussi à la chanter : c'est en auditionnant sur ce titre dans le bureau de son agent que Judith a craqué en s'effondrant en pleurs. Après leur collaboration sur ces deux films animés, Don Bluth a affirmé vouloir pérenniser leurs liens professionnels en l'engageant sur toutes les futures suites. La mort de Judith avant même leurs sorties respectives mettra fin à ce projet.
Ironie du sort, Judith avait brièvement joué, dans Une intime conviction (Fatal Vision, télésuite adaptée d'un roman lui-même tiré d'une histoire vraie), sa première fiction, le rôle d'une fillette assassinée par son propre père.

## Filmographie

### Cinéma
- 1986 : L'Œil du tigre (Eye of the Tiger) : Jennifer Matthews
- 1987 : Les Dents de la mer 4 - La revanche (Jaws: The Revenge) : Thea Brody
- 1987 : Slam Dance : Bean Drood

### Télévision
- 1984 : Une intime conviction (Fatal Vision) (Mini-série) : Kimberly McDonald à 3 ans.
- 1984 : Jessie (Série TV) : Katie (épisode Valerie's turn). Bien que créditée au générique de fin, elle n'apparaît pas dans l'épisode.
- 1985 : Côte Ouest (Knots Landing) (Série TV) : Brat (épisode Avec une balle).
- 1985 : La Cinquième Dimension (The Twilight Zone) (Série TV) : Bertie (épisode Une petite paix tranquille).
- 1985 : L'Homme qui tombe à pic (The Fall Guy) (Série TV) : La fillette (épisode Le Père Noël s'est échappé).
- 1985 : Kids Don't Tell (Téléfilm) : Jennifer Ryan.
- 1985 : Do You Remember Love (Téléfilm) : Kathleen.
- 1985 : There Were Times, Dear (Téléfilm) : Molly Reed.
- 1985 : This Is the Life (en) (Série TV) : Jilly (épisode Father's day).
- 1985 : Les Enquêtes de Remington Steele (Remington Steele) (Série TV) : Laurie Beth Piper (épisode Banzaï !).
- 1986 : Punky Brewster (Série TV) : Anna (épisode Bouleversements pt.2 et 3).
- 1986 : Trapper John, M.D. (Série TV) : Lindsay Christmas (épisode Life, death, and Dr.Christmas).
- 1986 : Cheers (Série TV) : Une enfant #1 (épisode Barman ramplaçant).
- 1986 : Cagney et Lacey (Série TV) : Shauna Bard (épisode Disenfranchised).
- 1986 : The New Gidget (Série TV) : Une fillette. (épisode It's only rock'n'roll).
- 1986 : La croisière s'amuse (Série TV) : L'ange de Noël (épisode The Christmas cruise pt.2).
- 1987 : Destination America (Téléfilm) : Amy.
- 1987-1988 : The Tracey Ullman Show (Série TV) : Une fillette / Karen.
- 1988 : Quoi de neuf, docteur ? (Growing Pains) (Série TV) : Carol à 7 ans (épisode Graduation day).
- 1988 : Hôpital St Elsewhere (Série TV) : Debbie Oppenheimer (épisode Une soirée mouvementée).
- 1988 : ABC Afterschool Special (Série TV) : Billie Foster (épisode A family again, diffusé à titre posthume et dédié à sa mémoire).
- 1992 : Quoi de neuf, docteur ? (Série TV) : Carol à 7 ans (épisode Si on déménageait à Washington ? pt.2, apparition posthume à partir de montages de séquences prises dans Graduation day).

### Doublage
- 1988 : Le Petit Dinosaure et la Vallée des merveilles (The Land Before Time)  : Becky (voix), sorti à titre posthume.
- 1989 : Charlie (All Dogs Go to Heaven) : Anne-Marie (voix), sorti à titre posthume.